# Tramwaje w Wojkowicach
Tramwaje w Wojkowicach – element systemu komunikacji tramwajowej konurbacji górnośląskiej, który funkcjonował w latach 1957–2006 na terenie miasta Wojkowice (powiat będziński)[wymaga weryfikacji?]. W całej historii tramwajów w Wojkowicach kursowała jedna linia nr 25 łącząca miejscowość z Dąbrową Górniczą.
Pierwszym pomysłodawcą budowy linii tramwajowej z Będzina w kierunku Grodźca i Wojkowic był Stanisław Ciechanowski, właściciel Grodzieckiego Towarzystwa Kopalń Węgla i Cementowni, który w 1898 r. uzyskał na nią zgodę od władz Będzina. Inwestycja ta nie doszła jednak do skutku.
Podczas I wojny światowej niemieckie władze okupacyjne rozważały budowę linii tramwajowej z Bytomia do Będzina przez Wojkowice i Grodziec. W ramach tego projektu ułożono kilkaset metrów torowiska w Brzezinach Śląskich. Również w okresie międzywojennym planowano budowę linii tramwajowej Bytom–Będzin, jednak powstał tylko fragment tej linii pomiędzy Będzinem a Wojkowicami.
Do pomysłu budowy linii z Będzina do Bytomia przez Grodziec i Wojkowice powrócono po II wojnie światowej w ramach planu sześcioletniego i była to pierwsza inwestycja komunikacyjna w Zagłębiu Dąbrowskim w ramach tego planu. W 1950 r. ruszyły prace przygotowawcze od strony Będzina w kierunku Grodźca, a cały odcinek Będzin–Grodziec oddano do użytku 22 stycznia 1951 r. Była to linia jednotorowa z dwiema mijankami, po której kursowały tramwaje linii nr 25 w relacji z mostu na Przemszy w Będzinie do browaru w Grodźcu. Wkrótce potem linie tę przedłużono do dworca kolejowego w Będzinie, dzięki czemu osiągnęła długość 4,4 km.
W 1955 r. rozpoczęto budowę torowiska od Grodźca do Wojkowic-Żychcic, a oddanie inwestycji do użytku nastąpiło 27 października 1957 r. Cała linia Będzin–Wojkowice miała łącznie 12 km długości i pięć mijanek. Linia rozpoczynała bieg na będzińskim pl. 3 Maja i miała charakter kolejki podmiejskiej, biegnąc przez zieleńce i osiedla mieszkaniowe z dala od dróg kołowych, w pobliżu góry św. Doroty, pałacu Ciechanowskich w Grodźcu, cementowni i kopalni Grodziec, kopalni Jowisz, cementowni Saturn i parku miejskiego w Wojkowicach. Linia była także skomunikowana z przystankiem kolejowym Wojkowice. Krańcówka w Żychcicach miała początkowo charakter tymczasowy, gdyż docelowo planowano wydłużenie trasy do Bytomia, jako że ruch pomiędzy Będzinem a Bytomiem był ówcześnie bardzo duży. 30 czerwca 1981 r. otwarto w Żychcicach pętlę w miejscu dotychczasowej krańcówki z mijanką, co umożliwiło sukcesywne wprowadzanie nowocześniejszych wagonów typu 105Na.
Z powodu spadku frekwencji w pojazdach związanej z likwidacją zakładów przemysłowych, linia 25 łącząca Dąbrowę Górniczą z Wojkowicami i Żychcicami została zlikwidowana 31 marca 2006 r., a zastąpiły ją autobusy nowej linii o tym samym numerze, uruchomione 3 dni wcześniej. 26 czerwca 2006 r. uruchomiono jeszcze kursy wagonu zabytkowego typu 4N na odcinku Gzichów–Grodziec, które realizowano do końca 2006 r. Jednocześnie zaprzestano przejazdów technicznych do Wojkowic dla utrzymania szlaku. Demontaż sieci trakcyjnej rozpoczęto już nocą z 3 na 4 listopada 2006 r., tymczasowo zachowując trakcję dla tramwaju zabytkowego na odcinku od ulicy Morcinka w Wojkowicach do Grodźca.
Po likwidacji ruchu do Wojkowic na wielu fragmentach trasy tor rozebrano, a sieć energetyczną zdemontowano, m.in. pętlę tramwajową zabudowano budynkiem spożywczego dyskontu, a pas ziemi po torowisku pomiędzy Będzinem a Grodźcem zamieniony został w 2012 r. w drogę rowerową.